# Škoda 100 (1939)
Škoda 100 byl lehký nákladní automobil vyráběný automobilkou ASAP Mladá Boleslav mezi lety 1939–1941. Vzniklo pouze 81 vozů, převážně se skříňovou, menší počet pak s valníkovou nástavbou.

## Historie
Vůz Škoda 100 (typ 942) byl vyvinut jako lehký nákladní automobil s užitečnou hmotností 1,0 t. Hnací ústrojí pocházelo z osobního automobilu Škoda Rapid OHV. Byl to ve své době nejmenší nákladní automobil značky. Karosérie vozu byla unifikována s větším typem Škoda 150. Oproti němu však Škoda 100 měla na zadní nápravě pouze jednoduchou montáž kol. Většina vyrobených vozů dostala skříňovou nástavbu, převážně pro vojenskou službu v roli sanity nebo rozhlasových vozů (pro propagandistické účely). Pouze menší počet vozů vznikl jako klasický valník.  Výroba typu byla ukončena již roku 1940 nebo 1941, vzniklo pravděpodobně jen 81 kusů ve dvou sériích.

## Technické údaje

### Motor a převodovka
Motor vozu je řadový, vodou chlazený zážehový čtyřválec s rozvodem OHV. Zdvihový objem motoru je 1564 cm³ (vrtání válců 72 mm, zdvih 96 mm), dosahuje nejvyšší výkon 31 kW (42 k) při 3500 ot/min. Litinový blok motoru je opatřen vyměnitelnými vložkami válců. Také hlava motoru je z litiny. Kliková hřídel je uložena ve třech kluzných ložiskách. Chladicí soustava je vybavena vodní pumpou a čtyřlistým ventilátorem. Mazání motoru je tlakové oběžné. Palivovou směs připravuje spádový karburátor Solex. Palivová nádrž na 50 l benzínu je uložena na příčné stěně motorového prostoru. Dopravu paliva zajišťuje mechanické membránové čerpadlo. Umístění motoru je vpředu, podélně před přední nápravou.
Elektrická soustava pracuje s napětím 6 V. Vůz je vybaven dynamem o výkonu 130 W a 6 V akumulátorem o kapacitě 75 Ah. Startér má výkon 0,6 k.
Za motorem je umístěna suchá jednolamelová spojka. Za ní pak navazuje čtyřstupňová převodovka se synchronizací 3. a 4. stupně. Motor, spojka a převodovka jsou sešroubovány a tvoří montážní celek. Výkon se na zadní nápravu přenáší pomocí dvoudílného hřídele se třemi klouby.

### Podvozek
Škoda 100 má žebřinový rám z lisovaných ocelových profilů. Přední náprava má nezávislé zavěšení kol na dvojici nad sebou uložených příčných půleliptických listových pružin. Řízení předních kol pracuje pomocí šroubu a matice. Hnací zadní náprava je tuhá, odpružená podélnými půleliptickými listovými pružinami.
Vůz je opatřen hydraulickými bubnovými brzdami na všech kolech. Kola jsou osmnáctipalcová, s lisovanými ocelovými hvězdicovými disky a pneumatikami rozměru 6,00–18.

### Rozměry a výkony
Pokud není uvedeno jinak, údaje platí pro valník.
Rozvor: 2900 mm

Rozchod kol vpředu/vzadu: 1460/1360 mm

Světlá výška pod nápravami: 220 mm

Délka: 4680 mm

Šířka: 1850 mm

Délka ložné plochy: 2400 mm

Hmotnost podvozku: 860 kg

Pohotovostní hmotnost: 1350 kg (valník), 1650 kg (skříňový)

Užitečná hmotnost: 1000 kg

Největší rychlost: 80 km/h

Spotřeba: 13–15 l/100 km (valník), 15–17 l/100 km (skříňový)